# 斎藤文夫
斎藤 文夫（さいとう ふみお、1944年（昭和19年）2月22日 ‐ ）は、日本の政治家。元栃木県日光市長（3期）、元今市市長（2期）。
妻は詩人の立原エツ子。

## 概要
栃木県今市市（現日光市）森友生まれ。1967年3月、青山学院大学経済学部卒業。同年4月、今市市職員に採用される。2000年10月、今市市長福田昭夫の栃木県知事選挙立候補に伴う辞職による市長選挙に無所属で出馬し、初当選。2004年に再選。
2006年3月20日、今市市が（旧）日光市 、藤原町、足尾町、栗山村と新設合併し（新）日光市が発足したことに伴い今市市長を失職。同年4月の日光市長選挙に出馬し、当選。2010年、再選。2014年4月13日投開票の市長選で3選した。
2018年の市長選には出馬せずに引退を表明し、同年4月22日をもって退任。2019年、旭日小綬章受章。
日光市社会福祉協議会会長や栃木県ホッケー協会会長、栃木県アイスホッケー協会会長を務める。
家族は妻（詩人の立原エツ子）、2男1女、孫が3人。